# Sergio Colosi

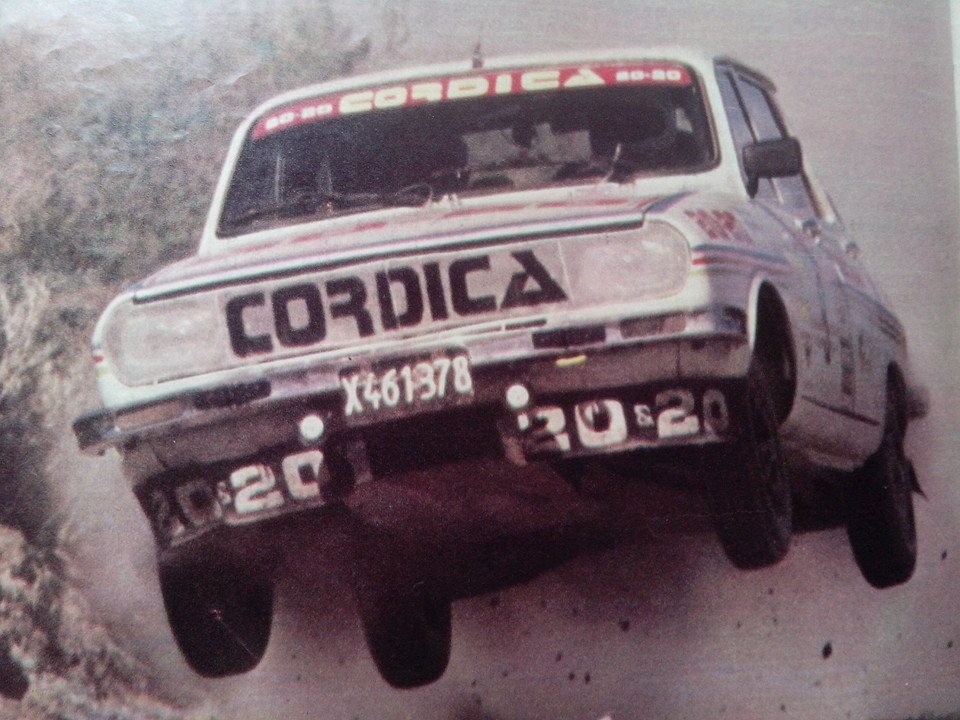
Sergio Colosi (Renault 18) en 1985.

Sergio Colosi (Villa Dolores, Córdoba, Argentina; 20 de agosto de 1959) es un expiloto argentino de rally. 
Debutó en la categoría el 5 de octubre de 1982, en el Rally Vuelta de San Luis, al mando de un Fiat 128, ganando en su clase pero siendo posteriormente desclasificado. El 2 de diciembre de ese mismo año le llegaría su revancha, ganando el Gran Premio de Turismo. En 1983, fue Campeón Argentino de Rally en la clase "1" junto a Jorge Omar Torres, con el mismo Fiat 128 de su debut, con dos triunfos: en el Rally de Villa Dolores y en el Gran Premio de ese año. En los años siguientes compitió en la clase superior de la categoría, la "2", con un Renault 12, con el cual realizó esporádicas actuaciones. En 1986 volvió a Fiat, esta vez con un 128 (motor 1.5), el cual al año siguiente reemplazaría por un más moderno Regatta y en 1988 volvió al 128. Pero en estos años no logró actuaciones de relevancia, optando por retirarse de la práctica activa del automovilismo, al menos a nivel nacional.